# René Bougnol
Pour les articles homonymes, voir Bougnol.
René Bougnol, né le 7 janvier 1911 à Montpellier et mort dans la même ville le 20 juin 1956, est un escrimeur français double champion olympique.
Ses armes sont l'épée et le fleuret.
Le Palais des Sports de Montpellier a porté son nom jusqu'en novembre 2021.

## Palmarès
- Jeux olympiques[3]
  -  Médaille d'or en fleuret par équipe en 1932
  -  Médaille d'or en fleuret par équipe en 1948
  -  Médaille d'argent en fleuret par équipe en 1936
- Jeux Méditerranéens[4]
  -  Médaille d'or à l'épée individuelle en 1951 (Alexandrie, 3e Jacques Coutrot)
  -  Médaille d'argent à l'épée par équipe en 1951

## Notes et références

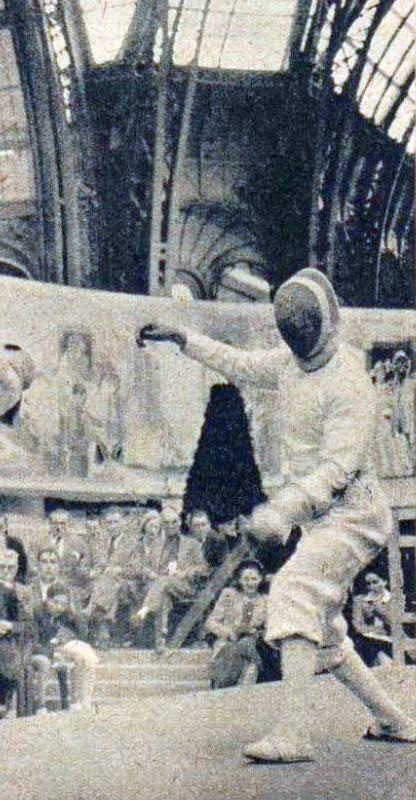
René Bougnol (Montpellier),
vice-champion de France interzone de fleuret en 1942,
au Grand Palais de Paris.